# Robert Martin (galeriste)
Pour les articles homonymes, voir Robert Martin et Martin.
Robert Martin (Tiaret, 4 novembre 1915 - Paris 12e, 12 août 2002) est un galeriste et expert français né en Algérie. En 1941, il fonde à Oran une galerie d'avant-garde puis poursuit après 1962 ses activités à Paris.

## Biographie

### La galerieCollineà Oran
Robert Martin fréquente l'école des Beaux-Arts d'Alger puis de Paris. Professeur à l'école des beaux-arts d'Oran, il y ouvre en 1941, avec son  épouse, au 3 boulevard Galliéni la galerie Colline. Il l'inaugure avec une exposition de Jean Launois que préface Albert Camus :
« Quelques livres, un dessin rare, le fauteuil et une lumière choisie, en voilà assez pour dérober quelques heures inestimables au fracas du siècle. « Colline » ne veut être que cela.[…] ne veut pas seulement vous voir venir, mais encore revenir, et trouver chez elle un peu de ce temps que l’on dit perdu et qui est en réalité gagné. Il manquait à Oran cette île où la flânerie, le goût du beau, et le souci de l’esprit peuvent encore trouver leur résonance ».
Robert Martin expose dans sa galerie des peintures de Pierre Bonnard, Maurice Utrillo, Raoul Dufy et Maurice Vlaminck, mais aussi de Maurice Brianchon, Kostia Terechkovitch, André Planson, Roland Oudot, Eugène Baboulène, André Cottavoz, Paul Guiramand, des artistes de la Villa Abd-el-Tif, Edgard Pillet, Marcel Damboise (1948) ou André Hambourg. Il présente également les œuvres d'Orlando Pelayo (1943, 1945), Antoni Clavé, et parmi les artistes nés en Algérie Louis Bénisti (1942), Sauveur Galliero, Louis Nallard, Claude-Jean Darmon et Marcel Bouqueton (1953). Il soutient notamment le peintre Abdelkader Guermaz dont il a été le professeur. Jean Sénac publie plusieurs articles sur ces expositions

### Les galeries parisiennes
Quittant l'Algérie en 1962, Robert Martin devient le directeur artistique de la galerie Agora, jusqu'en 1970. Il est également conseiller artistique des éditions O.D.E.G.E-Hachette pour les collections Chefs-d'œuvre de l'art, grands peintres et Chefs-d'œuvre de l'art,  grands sculpteurs. Il est plus tard conseiller artistique de la galerie Tamenaga, 18 avenue Matignon, puis dirige de 1977 à 1995 la galerie Ishiara-Martin, 62 rue La Boétie. Il y présente des œuvres d'Eugène Boudin, Odilon Redon, Paul Cézanne, Auguste Renoir, Edgar Degas mais aussi des peintres de l’ancienne galerie Colline. À la même adresse, il expose encore en mai 1996 Marcel Bouqueton à la galerie Robert Martin.
Robert Martin a été délégué général pour l’Afrique du Nord de l’association « Les Amis de l’Art », mouvement de vulgarisation de la culture artistique fondé par Gaston Diehl en 1944. Il a été nommé expert auprès des tribunaux en tableaux modernes pour l’Algérie (1956), expert près la Cour d'appel de Paris et président du Syndicat français des experts professionnels en œuvres d’art. En tant qu'expert, il interviendra lors de nombreuses ventes dont la collection d’Albert Lespinasse en 1986 et le fonds Ambroise Vollard en 1992. 
Le 9 juin 2016 sont dispersés sa collection, une partie de ses archives et deux de ses aquarelles (Vue de village, 1936, et Composition, vers 1956). Figurent dans le catalogue plusieurs autres œuvres non proposées à la vente, peintures (Les élèves peignant devant le modèle; Les cavaliers, 1932) ou pastel (Étude de nu féminin).

## Publication
- Robert Martin et Odile Aittouarès, Émile Othon Friesz, l'œuvre peint' I, Paris, édition Aittouarès, 1995  (ISBN 2-9509113-0-7)

## Sources
- Collection Robert et Manette Martin & à divers, Kapandji Morhange – Lombrail Teucquam, Paris, 9 juin 2016.
- Collection Robert et Manette Martin, La Gazette de l'Hôtel Drouot, 3 juin 2016, p. 60.